# Clarine Seymour

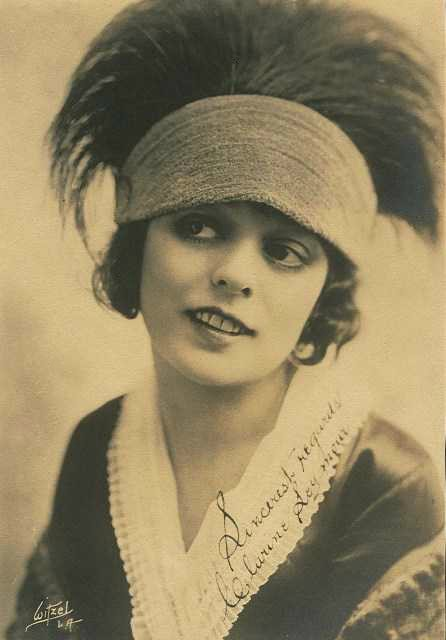
Clarine Seymour (Foto von Albert Witzel, 1919)

Clarine E. Seymour (* 9. Dezember 1898 in New York City; † 25. April 1920 ebenda) war eine US-amerikanische Schauspielerin der Stummfilmära. Bekanntheit erlangte sie in ihrer kurzen Laufbahn vor allem durch Rollen in Komödien und ihre Zusammenarbeit mit David Wark Griffith. Seymour starb 1920 mit nur 21 Jahren während der Dreharbeiten zu Griffiths Weit im Osten.

## Leben

### Kindheit und Jugend
Clarine Seymour wurde als älteres von zwei Kindern des wohlhabenden Geschäftsinhabers Albert V. und seiner Frau Florence Seymour im New Yorker Stadtteil Brooklyn geboren. Bereits in ihrer Kindheit absolvierte Seymour erste Auftritte in der lokalen methodistischen Kirche. Im Frühjahr 1916 erkrankte ihr Vater schwer und musste in der Folge sein Geschäft schließen. Die Familie zog nach New Rochelle, wo Clarine Seymour zur finanziellen Unterstützung ihrer Familie als Statistin in Filmen der Thanhouser Company arbeitete.

### Karriere

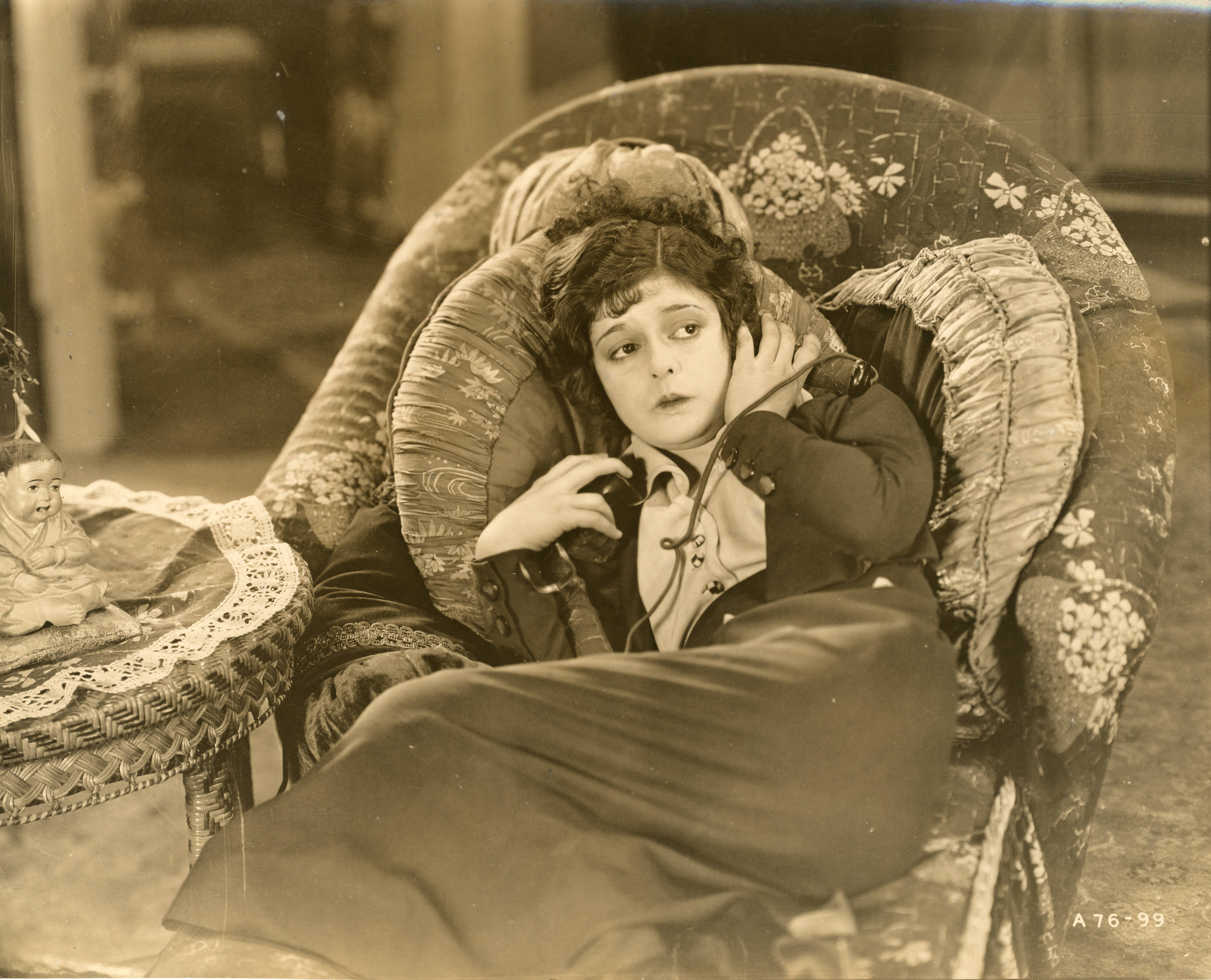
Clarine Seymour während einer Filmszene (1920)

Durch ihre Tätigkeit als Statistin erregte Seymour die Aufmerksamkeit der Pathé-Studios, wo sie ihre ersten kleinen Rollen in Serials mit Pearl White als Hauptdarstellerin erhielt. 1917 wurde sie durch eine Nebenrolle in Mystery of the Double Cross von Hal Roach entdeckt, der ihr einen Vertrag bei der von ihm gegründeten Rolin Film Company anbot. Seymour zog nach Los Angeles und erlangte in der Folgezeit vor allem durch Komödien der Toto the Clown-Filmreihe Bekanntheit. Nach kurzer Zeit wurde der Vertrag mit der Rolin Film Company jedoch aufgelöst, nachdem sich Seymour geweigert hatte, einen Stunt in einer Filmszene selbst durchzuführen. Sie klagte erfolgreich gegen das Filmstudio und erhielt 1.325 US-Dollar als Entschädigung. Während des Prozesses drehte Seymour mehrere komödiantische Kurzfilme für Al Christie.
1918 lernte Seymour den Regisseur und Drehbuchautor Victor Heerman kennen, durch den sie Kontakt zu David Wark Griffith erhielt. Dieser engagierte sie nach einem Casting in einer Nebenrolle in seinem 1919 erschienenen Kurzfilm The Girl Who Stayed at Home. Noch im selben Jahr war Seymour als Bettina, die einen Mann aus materiellen Gründen heiratet und damit großes Unglück heraufbeschwört, an der Seite von Lillian Gish in True Heart Susie zu sehen. In Griffiths ebenfalls 1919 erschienenen Western Scarlet Days spielte sie die Rolle der Chiquita, die eigens für Seymour spontan von Griffith ins Drehbuch geschrieben wurde. Seymour befand sich während der Dreharbeiten in der Nähe des Sets, als der Regisseur beschloss, eine komödiantische Szene für sie einzubauen. Im Drama The Idol Dancer von 1920 engagierte Griffith Seymour erstmals in der weiblichen Hauptrolle als Mary.
Kurz vor ihrem Tod war Clarine Seymour im März 1920 auf dem Cover des Motion Picture Classic-Magazin zu sehen. Der darin enthaltene Bericht merkte an, es hätte nie zuvor „eine so schöne und pikante Komikerin“ gegeben.

### Letzte Filmrolle und Tod
Im Frühjahr 1920 wurde Clarine Seymour in der Rolle der Kate im Filmdrama Weit im Osten mit Lillian Gish erneut von Griffith engagiert. Etwa während der Hälfte der Dreharbeiten erlitt sie jedoch einen Darmverschluss. Seymour wurde ins Misericordia Hospital eingewiesen und dort notoperiert. Dennoch verbesserte sich ihr Gesundheitszustand nicht. Zudem erkrankte sie im Krankenhaus zusätzlich an einer Lungenentzündung. Am 25. April 1920 starb Clarine Seymour im Alter von nur 21 Jahren. Sie wurde auf dem Greenwood Union Cemetery in der kleinen Gemeinde Rye im Westchester County bestattet. Ihre Szenen als Kate in Weit im Osten wurden mit der Schauspielerin Mary Hay neu gedreht, dennoch ist Seymour (zumeist aus größerer Entfernung) laut Aussage von Lillian Gish in einigen Einstellungen des fertigen Films zu sehen. Zudem merkte Gish in einem Interview an, dass sie die harten Dreharbeiten zu Weit im Osten bei eisigen Temperaturen für den Grund hinter Seymours tödlicher Erkrankung halte.
Am 26. September 1920 fand in den Robert Brunton Studios eine Trauerfeier für einige Schauspieler statt, die alle im Laufe des Jahres jung verstorben waren. Neben Clarine Seymour wurden hierbei Ormer Locklear, Olive Thomas und Robert Harron geehrt. Die Trauerrede hielt William Desmond Taylor, der selbst knapp zwei Jahre später im Alter von nur 49 Jahren einem Mord zum Opfer fiel.

## Filmografie

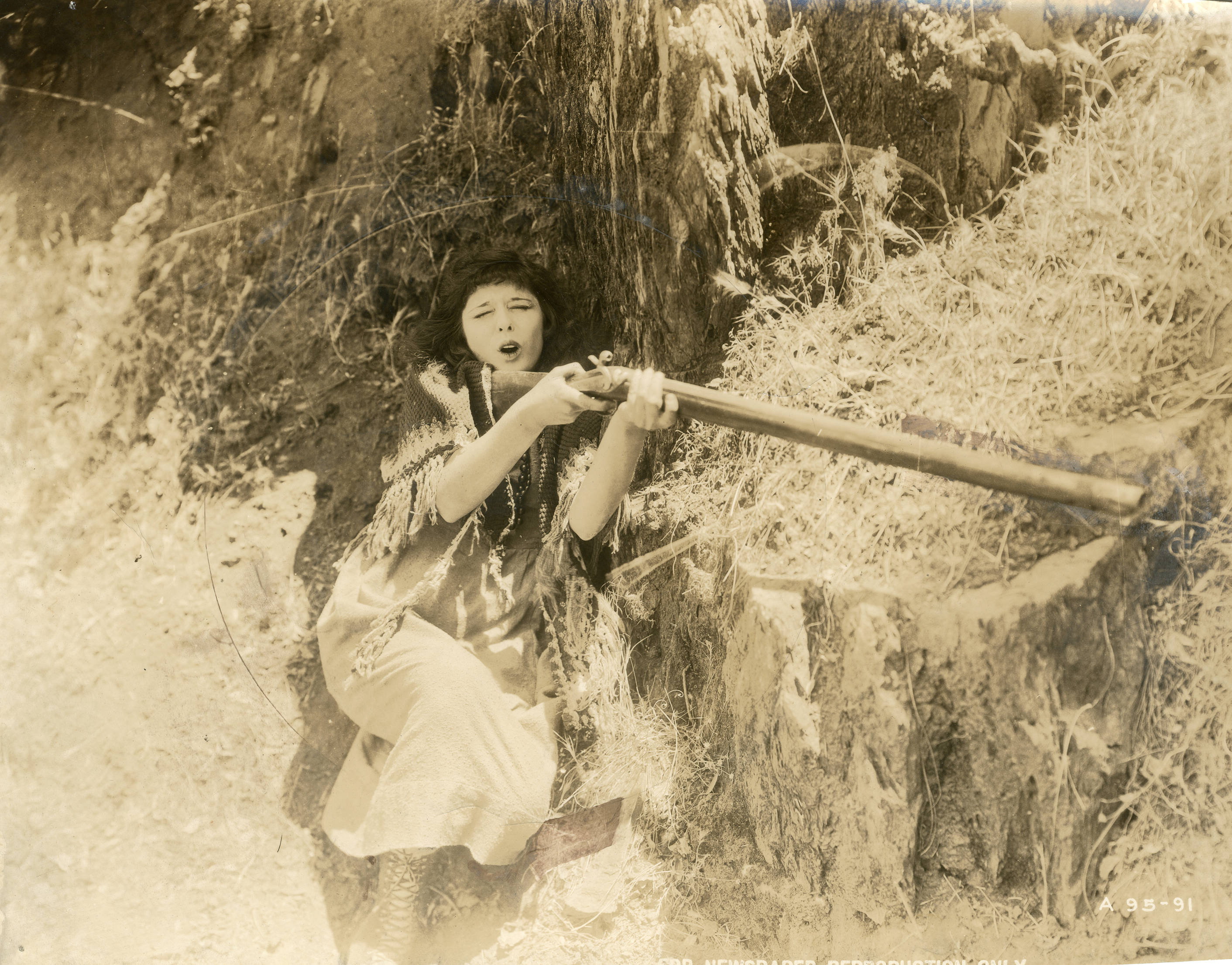
Clarine Seymour beim Dreh von Scarlet Days (1919)

### Spielfilme
- 1917: The Mystery of the Double Cross
- 1917: Pots-and-Pans Peggy
- 1917: It Happened to Adele
- 1919: True Heart Susie
- 1919: Scarlet Days
- 1920: The Idol Dancer
- 1920: Weit im Osten (Way Down East; Szenen nicht fertiggestellt, nur einzelne Einstellungen im Film erhalten)

### Kurzfilme
- 1918: A One Night Stand
- 1918: Fare, Please
- 1918: His Busy Day
- 1918: The Furniture Movers
- 1918: Fire the Cook
- 1918: Beach Nuts
- 1918: Do Husbands Deceive?
- 1918: Nipped in the Bud
- 1918: The Dippy Daughter
- 1918: The Great Water Peril
- 1918: Three Hours Late
- 1918: Der Herumtreiber (Just Rambling Along)
- 1918: An Enemy of Soap
- 1918: Check Your Baggage
- 1919: Toto’s Troubles
- 1919: The Girl Who Stayed at Home
- 1919: Hustling for Health